# Europese kampioenschappen ropeskipping 2015
De Europese kampioenschappen ropeskipping 2015 waren door European Rope Skipping Organisation (RSO) georganiseerde kampioenschappen voor ropeskippers. De 14e editie van de Europese kampioenschappen vond plaats van 31 juli tot 2 augustus 2015 in het Duitse Idar-Oberstein.

## Uitslagen

### Individueel
Sprint
| Plaats | Heren                           | Dames                    |
| ------ | ------------------------------- | ------------------------ |
| Goud   | Julian Kilgus                   | Éva Hanuszik             |
| Zilver | Fernando Ferraira               | Hanna Bánhegyi           |
| Brons  | Jelle Christiaens               | Réka Kovács Ine Billiet  |
| 4      | Felix Ruehl                     | Réka Kovács Ine Billiet  |
| 5      | Lode D'hollander Florian Blümel | Jodi Devolder Adél Mukli |

Endurance
| Plaats | Heren                | Dames               |
| ------ | -------------------- | ------------------- |
| Goud   | Julian Kilgus        | Hanna Bánhegy       |
| Zilver | Pieter-Jan De Backer | Flóra Bánhegyi      |
| Brons  | Fernando Ferraira    | Yoni Geens          |
| 4      | Lode D'hollander     | Elin Söderlund      |
| 5      | Eric Seeger          | Laurena Van Leeuwen |

Freestyle
| Plaats | Heren                | Dames               |
| ------ | -------------------- | ------------------- |
| Goud   | Pieter-Jan De Backer | Jilka Lauweryns     |
| Zilver | Lode D'hollander     | Hanna Bánhegyi      |
| Brons  | Ákos Bauer           | Laurena Van Leeuwen |
| 4      | Benjamin Schmitz     | Dóra Krattinger     |
| 5      | Alec Meysami Fard    | Janne Dewaele       |

Overall
| Plaats | Heren                | Dames               |
| ------ | -------------------- | ------------------- |
| Goud   | Pieter-Jan De Backer | Hanna Bánhegyi      |
| Zilver | Lode D'hollander     | Laurena Van Leeuwen |
| Brons  | Felix Ruehl          | Adél Mukli          |
| 4      | Julian Kilgus        | Éva Hanuszik        |
| 5      | Eric Seeger          | Janne Dewaele       |

Triple Unders
| Plaats | Heren                  | Dames              |
| ------ | ---------------------- | ------------------ |
| Goud   | Eric Seeger            | Hanna Bánhegy      |
| Zilver | Felix Ruehl            | Eva Van Bellgeghem |
| Brons  | Carlos Freitas         | Flóra Bánhegyi     |
| 4      | Ákos Bauer             | Blanka Kiss        |
| 5      | Zachary Jonah Cummings | Elin Söderlund     |